# Spyridium spathulatum
Spyridium spathulatum är en brakvedsväxtart som beskrevs av F. Müll. och George Bentham. Spyridium spathulatum ingår i släktet Spyridium och familjen brakvedsväxter. Inga underarter finns listade i Catalogue of Life.